# Petorca (Valparaíso)
Petorca is een gemeente in de Chileense provincie Petorca in de regio Valparaíso. Petorca telde 9.826 inwoners in 2017 en heeft een oppervlakte van 1517 km².

## Geboren
- Manuel Montt Torres (1809-1880), president van Chili

- Nationale Bibliotheek van Israël: 987007566942805171
- Virtual International Authority File: 153639823